# 水徑頂
水徑頂（英語：Shui Keng Teng）是一個香港無人島，位於西貢萬宜水庫北岸一帶，是該水庫內唯一的島嶼，北面距橫頭墩相隔約35公尺，東面距蠄蟝石頂相隔約180公尺。
水徑頂原是西貢半島南岸其中一個面向官門海峽的山丘，在1950年代至1960年代期間，水徑頂曾設有街渡碼頭，方便遊客從水徑頂開始沿山路步行前往大浪灣一帶。然而在1971年萬宜水庫動工後把水徑頂和西貢半島之間的低地淹蓋後，未被水庫淹蓋的水徑頂在水庫落成後隨之形成一個島嶼。
該島屬西貢東郊野公園的一部份，也因為島嶼位於食水庫的關係，島上的碼頭已被拆除，所有私人船隻亦不得在水庫行駛，遊客僅可沿水庫的道路，即北岸的西貢西灣路或南岸的麥理浩徑才可觀望島嶼外貌。